# Vụ hỏa hoạn Taldyqorgan 2009

Địa điểm tỉnh Almaty ở Kazakhstan

Vụ cháy tại Taldyqorgan diễn ngày 13 tháng 9, 2009 khi ít nhất 38 người bị thiệt mạng trong một vụ hỏa hoạn tại mộ trung tâm cai nghiện ở Taldyqorgan, tỉnh Almaty, Kazakhstan. Ít nhất 10 người khác được nhập viện sau vụ cháy. Hai trong số những người tử vong là nhân viên, 36 người kia là bệnh nhân.
Tòa nhà có tuổi thọ từ năm 1951. Nguyên nhân vụ cháy vẫn không rõ.

## Hỏa hoạn
Vụ cháy bùng phát lúc 5:30 sáng qua và nhanh chóng lan rộng trên diện tích 650m2. Các nhân viên cứu hộ cứu được 40 bệnh nhân và nhân viên y tế khác, tuy vậy ngọn lửa còn tiếp tục cháy trong vài giờ sau khiến tài sản thiệt hại khá nặng nề. Mười người được nhập viện, nơi họ được chữa trị cho vài vết bỏng. Xác chết được tìm thấy trong tòa, và đưa đến nhà xác thành phố cho thân nhân nhận diện. Người chị của 1 nạn nhân chỉ trích cảnh sát đã bắt anh ta đi vì "anh say rượu quá nhiều. Họ nói là bắt anh ta đi trong sáu tháng để giúp anh cai nghiện rượi nhưng giờ anh ta đã chết". Một phụ nữ khác, tên Fatima, tuyên bố: "Tôi nghe họ la hết trong 20 phút. Họ đang la hét, 'Cứu chúng tôi, cứu chúng tôi'".
Lý do ngọn lửa bộc phát không rõ

## Phản ứng
Theo Ainagul Shakirova, người phát ngôn của Thủ tướng Kazakhstan Karim Masimov, một ủy ban đặc biệt để điều tra về vụ cháy được thành lập. "Ngay trong ngày, Thủ tướng đã ký một sắc lệnh yêu cầu thành lập ủy ban điều tra đặc biệt. Người đứng đầu ủy ban, Phó Thủ tướng Serik Akhmetov sẽ bay từ Astana đến Taldyqorgan để trực tiếp chỉ đạo điều tra", Shakirova nói. Từ đầu năm 2009, đã có khoảng 10.000 đám cháy tại Kazakhstan, nguyên nhân đa số do vi phạm nguyên tắc an toàn.